# یلنا شوچنکو
یلنا شوچنکو (روسی: Елена Николаевна Шевченко؛ زادهٔ ۷ اکتبر ۱۹۷۱) ژیمناست هنری اهل شوروی بود.
او در مسابقات کشوری و بین‌المللی در مجموع برندهٔ ۱ مدال طلا شده‌است.